# Míndaro
Míndaro (m. Cízico, 410 a.C.) foi um general espartano que comandou a frota peloponésia em 411 e 410 a.C., durante a Guerra do Peloponeso. Bem sucedido em mudar o teatro da guerra para o Helesponto, lá experimentou uma série de derrotas nas mãos da frota ateniense; na terceira e última delas, foi morto e a frota peloponésia inteira foi capturada ou destruída.

## Biografia

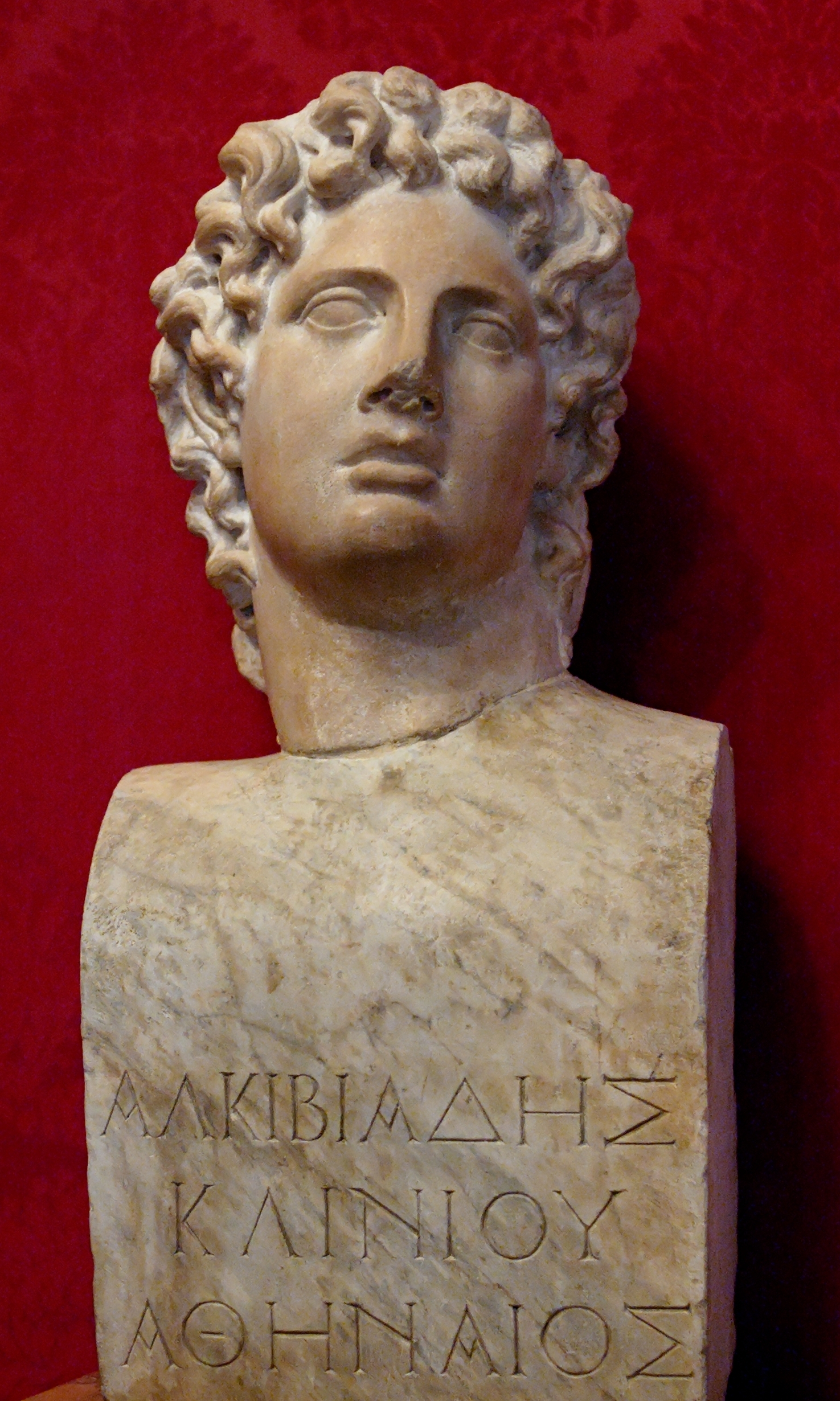
Busto de Alcibíades

Míndaro tomou comando da frota pela primeira vez em Mileto, onde o sátrapa Tissafernes prometeu aos espartanos o fornecimento duma frota fenícia sob seu comando. Após vários meses de espera, Míndaro percebeu que nenhuma frota viria, e fez a decisão estratégica de realocar sua frota no Helesponto, onde o sátrapa Farnabazos II prometeu suporte maior do que aquele prometido por Tissafernes. Míndaro partiu de Mileto com 73 navios; uma tempestade forçou-o a ancorar em Quios, mas permaneceu lá por apenas alguns poucos dias. Velejando com pressa para evitar que uma frota ateniense fosse trazida de Samos para opôr-se a ele, Míndaro conseguir trazer sua frota entre Lesbos e o continente e no Helesponto, onde pôs de lado uma pequena frota ateniense e juntou-se a alguns poucos navios aliados da região na base espartana em Abidos. Com este movimento estratégico, Míndaro colocou sua frota em posição para cortar o suprimento de grãos ateniense, e forçar a frota ateniense a confrontá-lo no terreno de sua escolha.
Desse ponto em diante, contudo, a sorte de Míndaro azedou. Cinco dias após sua chegada em Abidos, os atenienses velejaram nas águas estreitas do Helesponto para confrontar sua força numericamente superior. Na batalha resultante, a vitória peloponésia parecia certa, com a esquerda ateniense sendo cortada e o centro encurralado no promontório de Cinossema; a marinharia superior dos capitães e navegantes atenienses, contudo, mudou o curso da batalha, e a frota de Míndaro retirou-se para Abidos com perdas. Míndaro chamou reforços em Abidos, mas sofreu uma segunda derrota quando um pequeno grupo de navios velejando junto a ele foi pego pela frota ateniense; Míndaro velejou para resgatá-los, mas, após uma dura batalha, a chegada de Alcibíades com reforços atenienses virou a batalha, com os peloponésios novamente sofrendo perdas em seu retorno para Abidos.

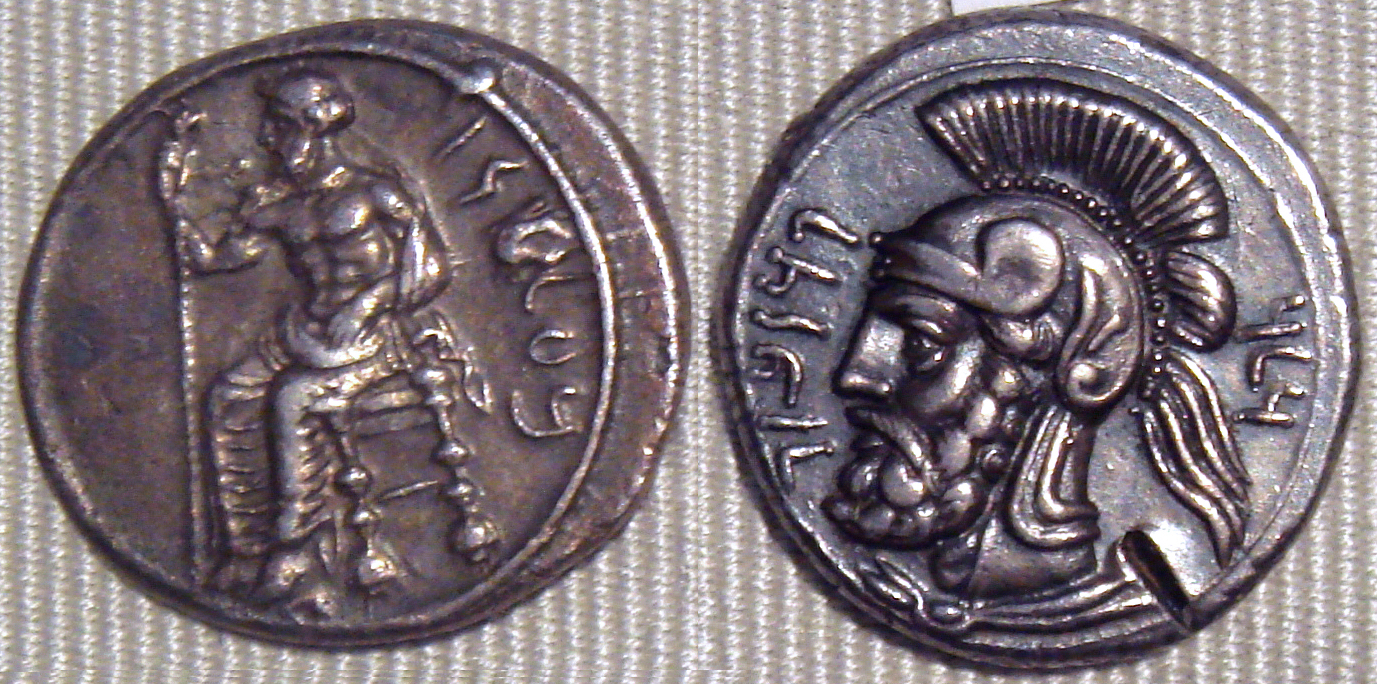
Moeda de prata com efígie de Farnabazos II

Pelos vários meses seguintes, o almirante espartano, com apoio financeiro de Farnabazos II, construiu, pela primavera de 410 a.C., uma frota de 80 trirremes. Zarpando a leste para Cízico, sitiou a cidade com a ajuda do exército de Farnabazos e conquistou-a. Os atenienses o perseguiram e, nas águas de Cízico, seduziram-o para uma emboscada fatal. Enquanto Trasíbulo e Terâmenes esperaram fora da vista com alguns trirremes, Alcibíades tomou 40 navios e mostrou-se diante da cidade. Durante o conflito que se seguiu, as tropas atenienses escondidas lançaram-se contra ele, que foi obrigado a tentar fugir para a praia. Na confusão instaurada, tentou reorganizar suas forças, mas acabou morto, causando a dissolução da resistência. Todos os navios foram capturados e/ou destruídos. Na esteira dessa retumbante derrota, o nome de Míndaro foi imortalizado como um dos mais famosos exemplos de brevidade lacônica: um expedição dos sobreviventes espartanos foi interceptado pelos atenienses. Ela leu: "Os navios estão perdidos. Míndaro está morto. Os homens estão famintos. Nós questionados o que é para ser feito."